# Dospívání po americku
Dospívání po americku (v anglickém originále This Boy's Life) je americký dramatický film o dospívání z roku 1993. Režisérem filmu je Michael Caton-Jones. Hlavní role ve filmu ztvárnili Leonardo DiCaprio, Robert De Niro, Ellen Barkin, Jonah Blechman a Eliza Dushku.
Film vychází ze stejnojmenné monografie amerického spisovatele Tobiase Wolffa (* 1945), vydané v roce 1989. Pro DiCapria to byl první film, za který byl oceněn – konkrétně cenou Asociace chicagských filmových kritiků. Chris Cooper, Carla Gugino, Eliza Dushku a Tobey Maguire se poprvé objevili v celovečerním filmu. Byla to také první filmová spolupráce mezi Maguirem a DiCapriem, kteří později spolupracovali ve filmech Don's Plum (2001) a Velký Gatsby (2013), a první spolupráce mezi DiCapriem a De Nirem – později spolupracovali ve filmu Marvinův pokoj (1996), v krátkém filmu The Audition (2015) a ve filmu Zabijáci rozkvetlého měsíce (2023).

## Obsazení
| Leonardo DiCaprio | Tobias Wolff          |
| Robert De Niro    | Dwight Hansen         |
| Ellen Barkin      | Caroline Wolff Hansen |
| Jonah Blechman    | Arthur Gayle          |
| Eliza Dushku      | Pearl Hansen          |
| Chris Cooper      | Roy                   |
| Carla Gugino      | Norma Hansen          |
| Zack Ansley       | Skipper Hansen        |
| Tobey Maguire     | Chuck Bolger          |

## Děj
Příběh údajně čerpá z vlastního života spisovatele Tobiase Wolffa – film má podtitul A True Story.
Svobodná matka Caroline Wolffová se svým synem Tobiasem se v 50. letech stěhují po USA. Žijí nejprve na Floridě, pak v Utahu a v Seattlu. Caroline je sice soběstačná žena, ale chce se už usadit  na jednom místě, najít slušného muže a zajistit lepší domov pro sebe a svého syna. Když se setká s Dwightem Hansenem, kterého považuje za okouzlujícího a úctyhodného, myslí si, že dosáhla svého cíle, a vezme si ho. Caroline a Toby se přestěhují do Dwightova domu v malém městečku Concrete. Dwight už má tři děti, dva teenagery a o něco mladší dceru.
Manželství ale není nijak láskyplné a poté, co Toby stráví několik měsíců oddělené od své matky s Dwightem a jeho dětmi, se naplno projeví Dwightovo násilnické a majetnické chování. On to ale před svou novou manželkou ospravedlňuje jako správné rodičovské opatření. Využívá svého nevlastního syna, aby kompenzoval své pocity méněcennosti. Caroline s ním přesto zůstává několik let.
Dospívající Toby se snaží Concrete opustit a získat stipendium ke studiu na některé škole na východním pobřeží, ale podaří se mu to až po předložení zfalšovaných školních záznamů. Po velké a násilné hádce nakonec Caroline i se synem Dwighta opustí. V závěrečných titulcích běží text, který vypráví o pokračování osudů všech postav filmu; mimo jiné je Tobias nejprve vyloučen ze školy, ale později se stává vysokoškolským učitelem literatury.